# 奧赫拉米埃維奇
51°54′40″N 32°16′53″E / 51.91111°N 32.28139°E

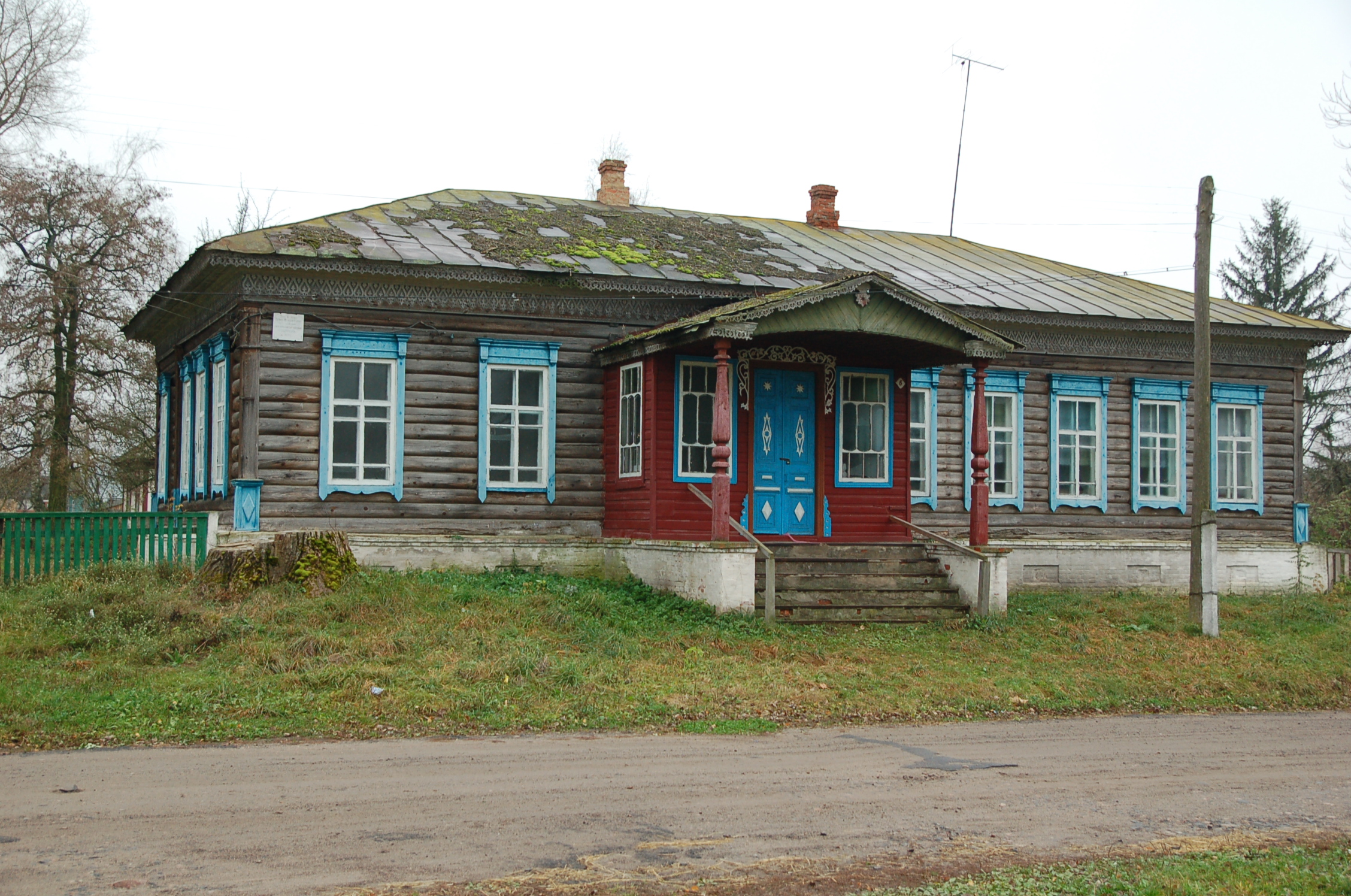

奧赫拉米埃維奇（烏克蘭語：Охрамієвичі），是烏克蘭北部的村莊，隸屬切爾尼希夫州的科留基夫卡區。該村始建於1525年，面積3.89平方公里，海拔高度156米，2001年人口848，人口密度每平方公里217.8人。